# Lijst van rivieren in Marokko

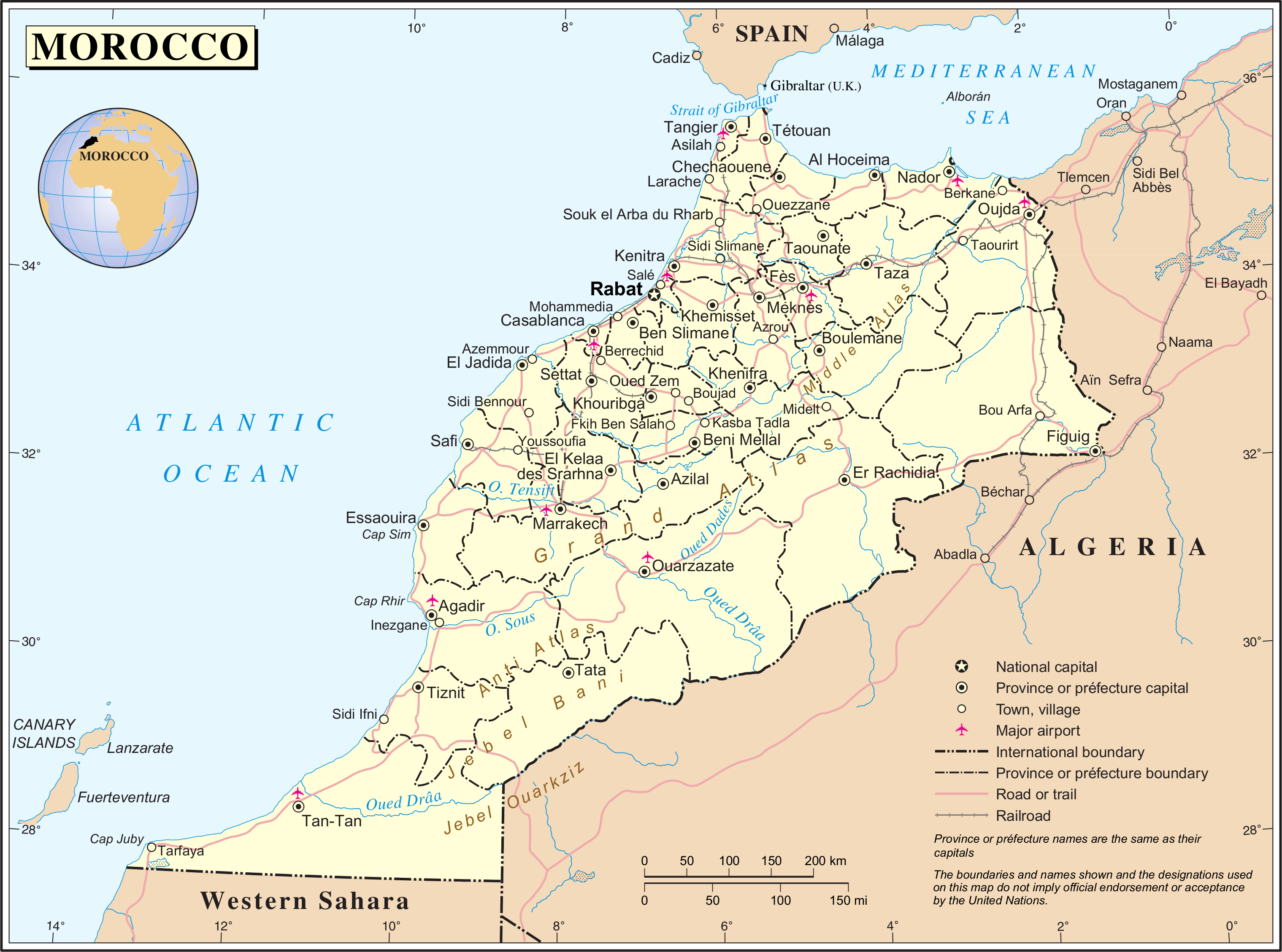
Kaart van Marokko met de belangrijkste rivieren.

Dit is een lijst van rivieren in Marokko. De rivieren in deze lijst zijn van noord naar zuid geordend en onderverdeeld naar het drainagebekken van de riviermondingen: Atlantische Oceaan, Middellandse Zee en Sahara. De opeenvolgende zijrivieren zijn ingesprongen weergegeven onder de naam van elke hoofdrivier.

## Atlantische Oceaan
- Loukkos
- Sebou (Guigou)
  - Baht
    - Oued Rkel

  - Ouegha
  - Inaouen
    - Lebne

  - Fes
- Bou Regreg
  - Grou
    - Korifla
- Oued Nefifikh
- Oued Mellah
- Rbia
  - Tessaoute
    - Lakhdar

  - El-Abid
- Tensift
  - Nfis
  - Ourika
- Oued Ksob
- Oued Tamri
- Sous
- Massa
- Noun (Assaka)
- Draa
  - Dadès
  - Ouarzazate
  - Imini

## Middellandse Zee
- Laou
- Rhîs
- Nekor
- Kert
- Río de Oro
- Moulouya
  - Za
  - Msoun
  - Melloulou

## Sahara
- Oued Guir
- Ziz
  - Oued Rheris
    - Oued Todrha